# Евгений
Евге́ний — мужское русское личное имя греческого происхождения; восходит к др.-греч. εὐγενής «благородный, знатный» от εὖ [эy] «хорошо» + γένος [генос] «рождённый; род». Женское парное имя — Евгения.
Распространённая краткая форма имени — Женя.

## Именины
Православные именины (даты даны по григорианскому календарю):
- 21 января, 31 января
- 3 февраля, 25 февраля, 26 февраля
- 4 марта, 10 марта, 20 марта
- 3 августа, 31 августа
- 20 сентября, 23 сентября
- 8 октября, 29 октября
- 11 ноября, 20 ноября, 24 ноября
- 7 декабря, 23 декабря, 26 декабря

Католические именины:
- 8 января
- 4 марта, 21 мая
- 2 июня, 8 июля
- 6 сентября
- 30 декабря